# Hanseat

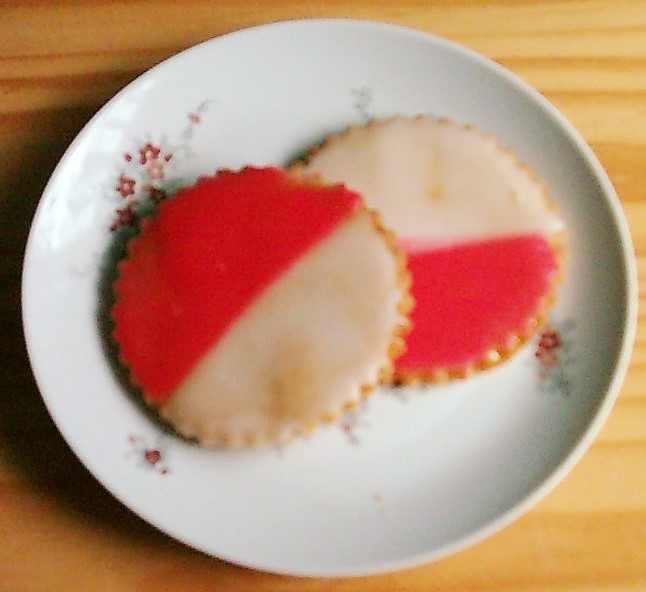
Dos Hanseaten.

La Hanseat (‘hanseática’) es un dulce del norte de Alemania. Consiste en dos redondeles de pasta brisa de unos 10 cm de diámetro y 5 mm de grosor, cuyos bordes irregulares son parecidos a los de las galletas Leibniz-Keks, y entre los cuales hay una capa de mermelada de fresa o frambuesa. Su parte superior se glasea con azúcar, siempre mitad blanca y mitad roja, colores que aluden a la bandera y el escudo hanseáticos. El propio nombre de la galleta alude a Hansa.
- Datos: Q1583698
- Multimedia: Hanseat (German pastry) / Q1583698